# سوزانا فييرا
سوزانا ماريا فييرا غونشالفيز (بالبرتغالية: Sônia Maria Vieira Gonçalves‏) هي ممثلة ومغنية برازيلية ولدت في 23 أغسطس 1942 في مدينة ساو باولو في البرازيل لأبوين من أصول برتغالية، بدأت التمثيل في سنة 1962، وفي سنة 2010 طرحت أول ألبوم غنائي لها، تزوجت 3 مرات ولها ولد واحد.

## روابط خارجية
- سوزانا فييرا على موقع IMDb (الإنجليزية)
- سوزانا فييرا على موقع ميوزك برينز (الإنجليزية)
- سوزانا فييرا على موقع قاعدة بيانات الفيلم (الإنجليزية)
- سوزانا فييرا على موقع كينوبويسك (الروسية)